# Mateguas
Mateguas (Matiguas, Mategwas, Mahtegwas, Mat-gwas, Matgwas), U drugim abenačkim (Wabanaki) plemenima zec je bezbrižna životinja prevarant, ali u legendi pravih Abenaka Zec je ozbiljan mitološki lik. Prema Abenaki tradiciji, Mateguas (Zec) je bio stariji brat kulturnog heroja Glooskapa. Nakon njegove smrti, Mateguas je postao vladar podzemlja, komunicirajući sa svojim mlađim bratom iza groba kako bi mu dao duhovne tajne koje je podijelio s ljudima. Abenaki Mategua ima mnogo sličnosti s božanstvima podzemlja algonkvijskih plemena Velikih jezera kao što su Potawatomi i Ojibwe, a ne s tipičnijim likovima iz mitologije Wabanaki.